# Jacek Kloczkowski
Jacek Kloczkowski (ur. 20 kwietnia 1975) – polski politolog, publicysta. 

## Życiorys
Ukończył studia w Instytucie Nauk Politycznych i Stosunków Międzynarodowych Uniwersytetu Jagiellońskiego. W 2004 otrzymał tamże stopień doktor nauk politycznych na podstawie napisanej pod kierunkiem Jacka Majchrowskiego dysertacji Wolność i porządek. Myśl polityczna Pawła Popiela. Prezes Ośrodka Myśli Politycznej w Krakowie, członek komitetu redakcyjnego serii wydawniczej Biblioteka Klasyki Polskiej Myśli Politycznej, redaktor naczelny portalu Polskie Tradycje Intelektualne. Wykładowca Wyższej Szkoły Europejskiej im. ks. Józefa Tischnera w Krakowie. Publikował na łamach m.in. „Rzeczpospolitej”, „Nowego Państwa”, „Dziennika Polskiego”. Wszedł w skład rady programowej kongresu Polska Wielki Projekt.
W 2023 wyróżniony Odznaką Honorową „Bene Merito”. 

## Publikacje
- Czasy grubej przesady. Szkice o polityce polskiej 2005–2010 (2010)
- Wolność i porządek. Myśl polityczna Pawła Popiela (2006)

### Pod jego redakcją ukazały się
- Historie trudnych alternatyw. Dylematy polityczne czasów zaborów i II RP (2012)
- Temat polemiki: Polska. Najważniejsze polskie spory ideowo-polityczne (2012)
- Kryzys Unii Europejskiej. Polska i czeska perspektywa (2012, wraz z Ondřejem Krutílkiem i Arturem Wołkiem)
- Naród. Idee polskie (2011)
- Polska Solidarności. Kontrowersje, oblicza, interpretacje (2011)
- Polska w grze międzynarodowej. Geopolityka i sprawy wewnętrzne (2010)
- Platon na Wall Street. Konserwatywne refleksje o kryzysie ekonomicznym (wraz z Jonathanem Pricem, 2010)
- Władza w polskiej tradycji politycznej (2010)
- Rzeczpospolita na arenie międzynarodowej. Idee i dylematy polityki zagranicznej (wraz z Tomaszem Żukowskim, 2010)
- Geopolityka i zasady. Studia z dziejów polskiej myśli politycznej (2010)
- Rzeczpospolita 1989–2009. Zwykłe państwo Polaków? (2009)
- Polska czyli anarchia? Polscy myśliciele o władzy politycznej (2009)
- W obronie niepodległości. Antykomunizm w II Rzeczypospolitej (wraz z Filipem Musiałem, 2009)
- Przeklęte miejsce Europy? Dylematy polskiej geopolityki (2009)
- Realizm polityczny. Przypadek polski (2008)
- Wolność i jej granice. Polskie dylematy (2007)
- Z dziejów polskiego patriotyzmu. Wybór tekstów źródłowych (2007)
- Patriotyzm Polaków. Studia z historii idei (Kraków 2006)
- Drogi do nowoczesności. Idea modernizacji w polskiej myśli politycznej (wraz z Michałem Szułdrzyńskim, 2006)
- Póki my żyjemy. Tradycje insurekcyjne w myśli polskiej (2004)
- Oblicza demokracji (wraz z Ryszardem Legutko, 2002)
- Antykomunizm po komunizmie (2000)
- Od komunizmu do… Dokąd zmierza III Rzeczpospolita? (1999)